# Estudo da Fome no Gueto de Varsóvia

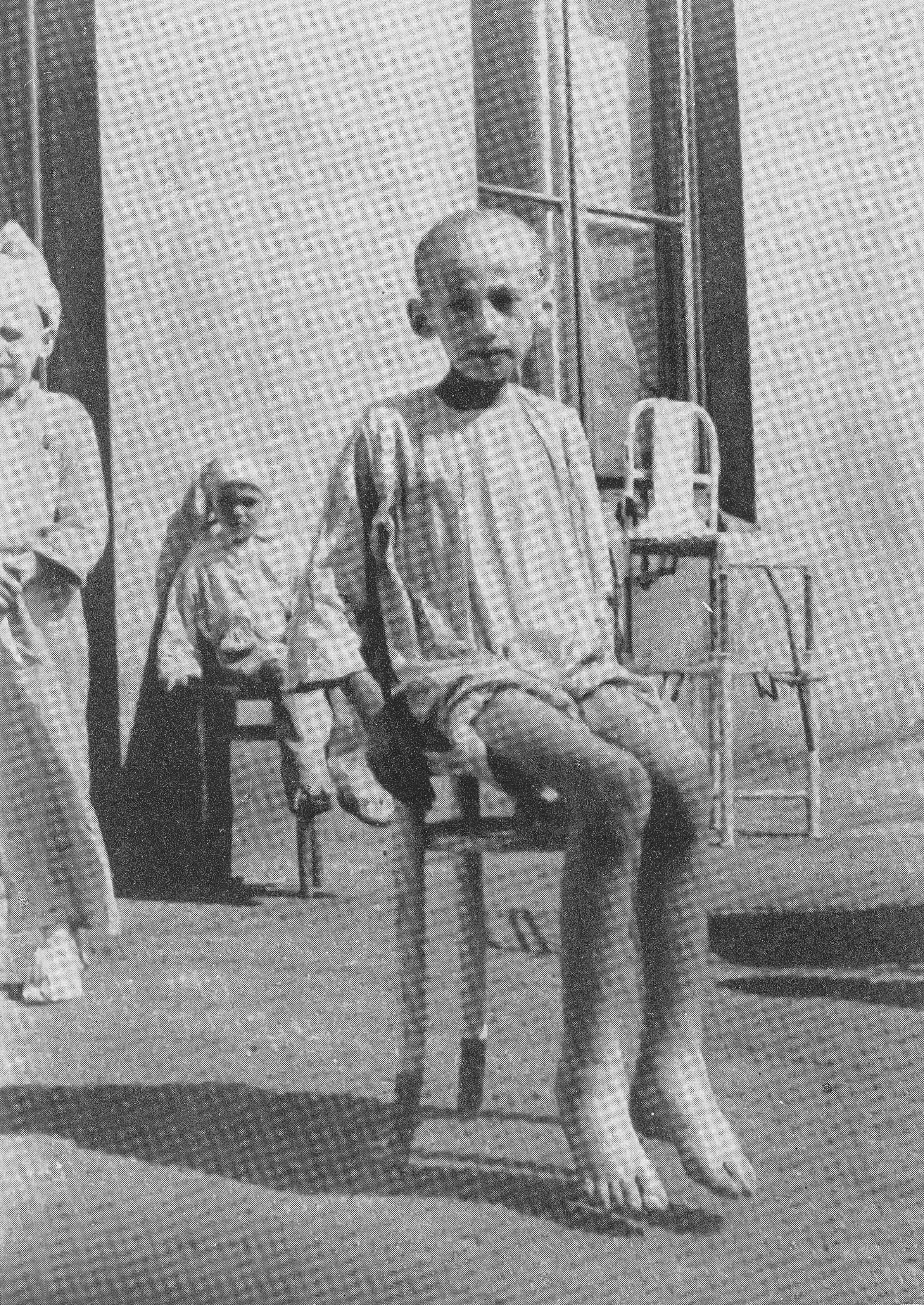
Foto documentando a pesquisa clínica sobre a fome realizada por um grupo de médicos judeus no gueto de Varsóvia, 1942

O Estudo da Fome do Gueto de Varsóvia foi um extenso estudo observacional e clandestino realizado no Gueto de Varsóvia, durante a Segunda Guerra Mundial, que descreveu dos efeitos fisiológicos da fome e da desnutrição em adultos e crianças. Cerca de 30 médicos judeus participaram do estudo durante o Holocausto, liderado pelo chefe do serviço médico do gueto, Israel Mileykovsky. É considerado o estudo mais abrangente já realizado sobre as consequências da fome humana.
Quando os nazistas designaram o distrito do Gueto de Varsóvia, ele continha dois hospitais, um para adultos e outro para crianças. Os hospitais eram autorizados a continuar a tratar os pacientes com quaisquer recursos que pudessem obter, mas os judeus em geral eram proibidos de realizar pesquisas. No entanto, a partir de fevereiro de 1942, um grupo de médicos judeus do gueto desafiou os oficiais nazistas, onde reuniram secretamente dados e observações sobre múltiplos aspectos biológicos da fome e compilaram um estudo abrangente sobre seus sintomas.
A pesquisa começou em fevereiro de 1942 e durou cerca de cinco meses até que parou com o início do Grossaktion Varsóvia ("Grande Ação"), codinome nazista para a deportação e assassinato em massa de judeus do gueto de Varsóvia durante o verão de 1942, começando em 22 de julho. Nesta data, soldados nazistas entraram no gueto e destruíram os hospitais e outros serviços essenciais. Pacientes e alguns médicos foram mortos ou deportados para serem mortos em campos de concentração, enquanto seus laboratórios, amostras e algumas de suas pesquisas eram destruídas.
Os resultados da pesquisa foram escondidos em malas e revelados após a guerra. Grande parte do material foi contrabandeada do gueto para o lado polonês de Varsóvia por Witold Orlowski, diretor do Departamento de Doenças Internas da Universidade de Varsóvia, e foi publicado em 1946 pela Joint Press sob o título de Maladie de Famine (em francês: "A Doença da Fome").
| “ | O trabalho sobre a fome começou em fevereiro de 1942. A falta de comida era o fator mais importante e controlador na vida cotidiana entre as paredes do gueto de Varsóvia. As consequências desse evento eram os mendigos e os cadáveres cobertos por jornais que lotavam as ruas confusas do gueto. Os dados sobre a falta de comida e suas duas companheiras, a tuberculose e a febre, foram coletados em orfanatos, centros de refugiados e hospitais. Um grupo de médicos, eles próprios internados em estado de constante falta de alimentos, decidiram que a realidade miserável de suas vidas deveria ser investigada de forma científica. Esses médicos trabalharam com entusiasmo e abnegação, ignorando as condições que não permitiam a realização da pesquisa. Os hospitais eram localizados em edifícios que não eram adequados para a sua função; a falta de instrumentos, materiais e outros equipamentos somou-se às dificuldades na realização da pesquisa. Muitos médicos também sofreram com a fome. Apesar disso e apesar de todas as dificuldades, ninguém parou o seu trabalho. | ” |

A população estudada foi escolhida no gueto e dividida em 12 grupos de acordo com a área fisiológica examinada. Um grupo liderado por Anna Braude Heller documentou o efeito da fome no desenvolvimento das crianças. Um segundo grupo liderado por Joseph Stein estudou a anatomia patológica da doença da fome. Outro grupo liderado por Julian Fliderbaum estudou a bioquímica e a expressão clínica da fome. Emil Appelbaum e seus amigos examinaram o efeito da fome na circulação sanguínea e Michael Sheinman liderou pesquisas sobre as manifestações hematológicas da doença. Distúrbios visuais sob a influência da fome foram examinados por Shimon Feigenblatt. Professores e alunos da escola de medicina clandestina do gueto auxiliaram na condução da pesquisa.

## Histórico
O Gueto de Varsóvia, fundado em 12 de outubro de 1940, concentrava em sua área mais de 400 mil judeus da cidade de Varsóvia e seus arredores. A área do gueto era de cerca de 3,4 quilômetros quadrados, cobrindo em torno de 2% da área da capital polonesa, enquanto a proporção de residentes do gueto era de 30% da população da cidade. A ração diária de alimentos para os residentes judeus do gueto era entre 184 e 800 calorias. Alimentos adicionais eram contrabandeados para o gueto de diferentes maneiras. Essa realidade de superlotação e fome, que também coube aos médicos pesquisadores, além da escassez de equipamentos médicos e remédios, levou ao surgimento de pragas no gueto, principalmente o tifo.

## A população estudada
A população do estudo incluía pessoas que davam entrada nos hospitais do gueto com diagnóstico primário de "doença da fome", definida pelo consumo inferior a 800 calorias por dia, caso não se identificasse outra doença. Em crianças, o limiar era menor, dependendo da idade. Destes, foram selecionadas cerca de vinte pessoas cujo metabolismo e circulação sanguínea foram estudados. O grupo de controle incluía voluntários do submundo do gueto, que não passavam fome.

## A manifestação clínica da fome

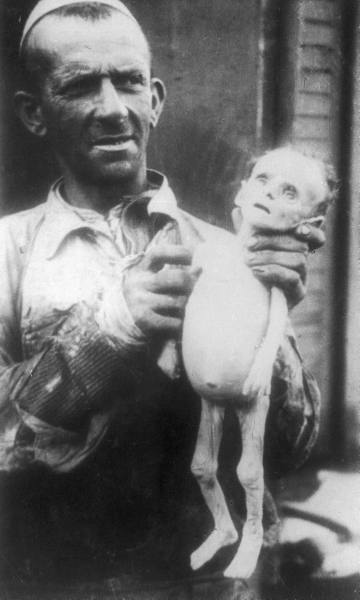
Homem mostrando o cadáver de uma criança faminta no gueto de Varsóvia, 1942.

A manifestação clínica da fome no paciente começa logo após a transição para uma dieta de jejum e inclui emagrecimento rápido, vontade frequente de comer, ingestão excessiva de álcool (poliúria), diarreia e boca seca. Além disso, a pessoa faminta queixa-se de cansaço geral, intolerância ao esforço físico, necessidade constante de deitar-se e cobrir-se com um cobertor devido a uma sensação de frio que se manifesta especialmente nas extremidades do corpo e falta de iniciativa. Às vezes o faminto esquece sua fome, mas quando vê comida fica agressivo e rouba de quem se aproxima. Em certa porcentagem dos casos, também foi encontrado edema, que aparece primeiro nos membros inferiores e daí se espalha para todo o corpo. Dores nos ossos e nas pernas, irritabilidade, amenorreia e impotência também foram observados.
No exame físico, os músculos estão dobrados, como se encontra em um feto no ventre de sua mãe. O peso corporal é até 50% menor do que o peso corporal antes da fome. Primeiro, a camada de gordura subcutânea desaparece. A pele é pálida e, às vezes, há um escurecimento que lembra o escurecimento que aparece na doença de Addison. A pele é seca e lisa, fria ao toque, inflexível e sensível às mudanças de temperatura. A temperatura corporal é tão baixa quanto 35° Celsius, e em doenças infecciosas a temperatura é mais baixa do que em pessoas com estado nutricional normal. A reação da pele à tuberculina é negativa, e também a outros irritantes a reação foi principalmente negativa.
Não há expressão facial significativa e os olhos parecem imóveis. O branco do olho e a córnea parecem porcelana, não sendo possível induzir vermelhidão neles. A pressão intraocular é baixa. Não foram observadas alterações no sistema auditivo. Às vezes, há inflamação no canto dos lábios. Os dentes apresentam tendência à cárie, e jovens de 20 a 25 anos às vezes chegam sem dentes. O cinturão linfático que leva o nome de Valdyr está degenerado e a glândula tireoide está aumentada com bócio.
O peito parece fraco. Os pulmões são expandidos para cobrir a área do coração e chegar até a altura da 12ª costela. O movimento dos pulmões durante a respiração é limitado, a ventilação pulmonar é pobre, assim como a capacidade vital dos pulmões e a taxa de respiração é baixa. Não foi observada amiloidose nos órgãos internos.

### A circulação sanguínea
Clinicamente, o pulso é lento, mesmo após esforço, e a pressão arterial também é baixa. Raramente ocorrem diarreia e hiperventilação. Os órgãos internos estão degenerados e não há congestão sanguínea (hiperemia). O volume do sangue é aumentado devido ao excesso de fluido deixando as células no sangue. Como resultado, o trabalho do coração aumenta. Não há diferença nos índices hemodinâmicos e no eletrocardiograma entre repouso e esforço.

### Os efeitos no sangue e na medula óssea
A fome causa anemia, que se manifesta na diminuição de todos os parâmetros morfológicos das hemácias e no aumento do número de reticulócitos. A anemia é normocrômica ou hipercrômica e raramente hipocrômica. Na linha branca, as alterações são principalmente nos granulócitos e menos nos linfócitos. Na medula óssea há uma diminuição na produção de sangue, mas em alguns casos a medula óssea responde a substâncias que estimulam a produção de glóbulos brancos. Nos casos mais graves de inanição, o quadro é de anemia aplástica, e não se trata de anemia por hemólise ou afinamento do sangue, mas por falta de blocos de construção para a formação das células sanguíneas. Esta anemia não se recupera dando ferro ou vitaminas e consumindo fígado, mas com uma dieta adequada.

### Efeitos hormonais
A fome leva a uma diminuição da função de todas as glândulas endócrinas. Causa diminuição da taxa de metabolismo devido à hipoatividade da glândula tireoide , além de escurecimento, diminuição da pressão arterial, diminuição da função do sistema imunológico contra a tuberculose e perda de memória em mulheres jovens devido à diminuição da a atividade da glândula adrenal. Menstruação e diminuição da libido foram observadas entre as mulheres. Além disso, foram observados amolecimento e derretimento do cálcio nos ossos, bem como depleção óssea, que foram associados à falta de atividade da glândula tireoide. A única glândula que não apresentou atividade reduzida foi o pâncreas.

### A manifestação da fome em crianças

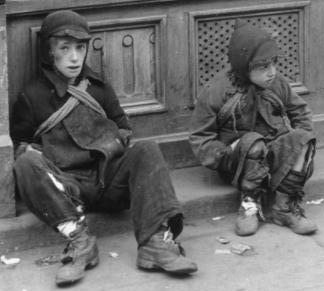
Crianças famintas em frente a uma padaria no Gueto de Varsóvia, maio de 1941

A fome nas crianças manifestava-se na perda de peso e retardo do crescimento. A cor da pele era cinza claro, com sinais de ressecamento. O edema era evidente em crianças de 2 a 5 anos, e não em bebês mais jovens. O edema era principalmente simétrico. O edema também era acompanhado por um derrame pleural, muitas vezes tuberculoso. As reações cutâneas aos estímulos eram fracas. A glândula tireoide ficaram inchada e endurecida, e a glândula lateral da orelha e a glândula salivar submandibular ficaram aumentadas, com pouca secreção de saliva. Os músculos foram esgotados, até que parecia que a pele estava colada aos ossos. Não foram encontrados sinais de raquitismo ou escorbuto.
Os pulmões caracterizavam-se por edema, com expansão das bordas pulmonares. O pulso era lento e a pressão arterial baixa. Anemia foi encontrada com diminuição de glóbulos vermelhos e brancos, mesmo durante infecções. As funções de coagulação eram normais. No aparelho digestivo, as crianças apresentavam frequentemente diarreias, na maioria das vezes sanguinolentas, aparentemente causadas por uma infecção secundária. No estômago havia uma minoria de ácido clorídrico. A urina era quase normal. Nenhum achado patológico especial foi encontrado no sistema nervoso. Na adolescência, há um atraso na maturação sexual.
Não foram observadas doenças alérgicas ou reumáticas entre as crianças. Doenças infecciosas como catapora e rubéola foram silenciosas.

## Realimentação
Enquanto as mudanças metabólicas ocorrem logo após a alimentação da pessoa faminta, a adaptação circulatória à alimentação ocorre mais tarde, o que sobrecarrega o coração fraco e causa insuficiência cardíaca. De acordo com Myron Winnick, que em 1979 publicou uma tradução para o inglês do arquivo da pesquisa, este foi o primeiro estudo científico a mostrar que a realimentação de uma pessoa faminta deve ser feita gradualmente. Se este fato fosse conhecido pelas forças aliadas que libertaram os campos de concentração, a vida de muitos prisioneiros libertados teria sido salva. Posteriormente, o fenômeno foi estudado e denominado síndrome da realimentação.

## A importância histórica da pesquisa
Do ponto de vista científico, o estudo da fome no Gueto de Varsóvia é considerado o mais abrangente já realizado sobre a fome humana. Além disso, do ponto de vista histórico, a própria existência da pesquisa expressava um enorme desafio intelectual diante das intenções de extermínio nazista e do papel dos médicos nazistas no Holocausto, incluindo os experimentos em humanos realizados pelos nazistas. Esse desafio é ainda mais forte nas palavras que finalizam a introdução do estudo de Mileykovsky:
| “ | E as últimas palavras em homenagem a vocês, médicos judeus: O que digo e o que devo falar, meus amados colegas e companheiros de sofrimento? Vocês são um membro de nossos corpos. Escravidão, fome, separação e morte em nosso gueto também eram seus destinos. Em sua obra, vocês deram a resposta aos carrascos: (não morrerei de todo) non omnis moriar. — Yisrael Milejkowski, A Doença da Fome - um trabalho de pesquisa feito no Gueto de Varsóvia em 1942 | ” |

## O destino dos médicos judeus
Acredita-se que a maioria tenha morrido no gueto ou a caminho do campo de concentração de Treblinka, destino dos cidadãos do gueto. Apenas o médico Emil Apfelbaum sobreviveu. Após a guerra, o Dr. Apfelbaum recuperou o estudo com Orlovski e o repassou para o American Joint Distribution Committee, em Varsóvia, uma instituição de caridade cujo principal objetivo na época era ajudar os sobreviventes judeus. Juntos, eles fizeram as edições finais e imprimiram os seis artigos sobreviventes, encadernando-os em um livro junto com as fotos tiradas no gueto. Como o JDC era sediado na França, o manuscrito foi traduzido primeiro para o francês e publicado na França. Não se sabe quantas cópias foram impressas, provavelmente algumas dezenas.
Em 1979, uma versão em inglês foi publicada em forma de livro sob a direção do médico Myron Winick, um especialista norte-americano em nutrição, sob o título Doença da Fome: Estudos dos Médicos Judeus no Gueto de Varsóvia. O destino do manuscrito original é desconhecido. Apfelbaum morreu apenas alguns meses antes da impressão final.

## Legado
Em parte como resultado da experiência do Gueto de Varsóvia, as Convenções de Genebra tornaram a fome intencional em massa um crime, reforçado ainda mais por uma Resolução do Conselho de Segurança da ONU em 2018. No entanto, esse aspecto desumano da guerra permanece até hoje, como evidenciado por eventos atuais na Ucrânia e a região de Tigray, na Etiópia.